# Rolf Steinhardt
Rolf Steinhardt (* 6. Mai 1928 in Erfurt; † 9. Mai 2019) war ein deutscher Ingenieur und Hochschullehrer.

## Leben
Nach Militärdienst und Desertion ließ Rolf Steinhardt sich nach dem Ende des Zweiten Weltkriegs zum Elektroinstallateur ausbilden. Von 1948 bis 1951 studierte er Elektrotechnik an der Ingenieurschule Ilmenau. Er wurde zum Studium in die Sowjetunion delegiert und studierte von 1951 bis 1956 Industrieofentechnik an der Moskauer Hochschule für Stähle und Legierungen (MISiS). Nach seiner Rückkehr in die DDR arbeitete er am Leipziger Zentralinstitut der Metallurgie (ZIM), wo er sich maßgeblich an der Entwicklung des weltweit ersten Elektronenstrahl-Mehrkammerofens beteiligte. Ab 1963 wirkte er fünf Jahre lang am MISiS, 1968 promovierte er dort zum Dr.-Ing.
1969 wurde Rolf Steinhardt von der Bergakademie Freiberg zum Ordentlichen Professor für Industrieofenbau im Wissenschaftsbereich Energietechnik berufen. Besondere Verdienste
erwarb er sich im Aufbau der Fachrichtung Industrieofenbau in Freiberg sowie in der praxisorientierten Ausbildung in Zusammenarbeit mit Partnern aus der Industrie. Im Jahr 1991 musste er aus gesundheitlichen Gründen vorzeitig aus dem Berufsleben ausscheiden.
Rolf Steinhardt wurde 1986 mit der Verdienstmedaille der Metallurgie und 1989 mit der Verdienstmedaille der Bergakademie geehrt. Im Jahr 2007 bekam er den Orden der Russischen Föderation für Verdienste in der metallurgischen Wissenschaft verliehen, und 2010 wurde er zum Ehrenprofessor des MISiS ernannt. 2019 wurde Steinhardts Wirken im Rahmen einer Festveranstaltung zum Thema 50 Jahre Ofenbau in Freiberg gewürdigt.

## Veröffentlichungen (Auswahl)
- Wärmeübertragung in Industrieöfen. Leipzig, 1986
- (als Herausgeber): Grundlagen der Industrieofentechnik. Leipzig, 1987. ISBN 3-342-00084-8
- Unsere Jahre am MISiS. Erinnerungen. Moskau, 2010. ISBN 978-5-87623-365-3